# Дощові ліси півдня Аннамських гір
Дощові ліси півдня Аннамських гір (ідентифікатор WWF: IM0152) — індомалайський екорегіон тропічних та субтропічних вологих широколистяних лісів, розташований в горах Індокитаю. 

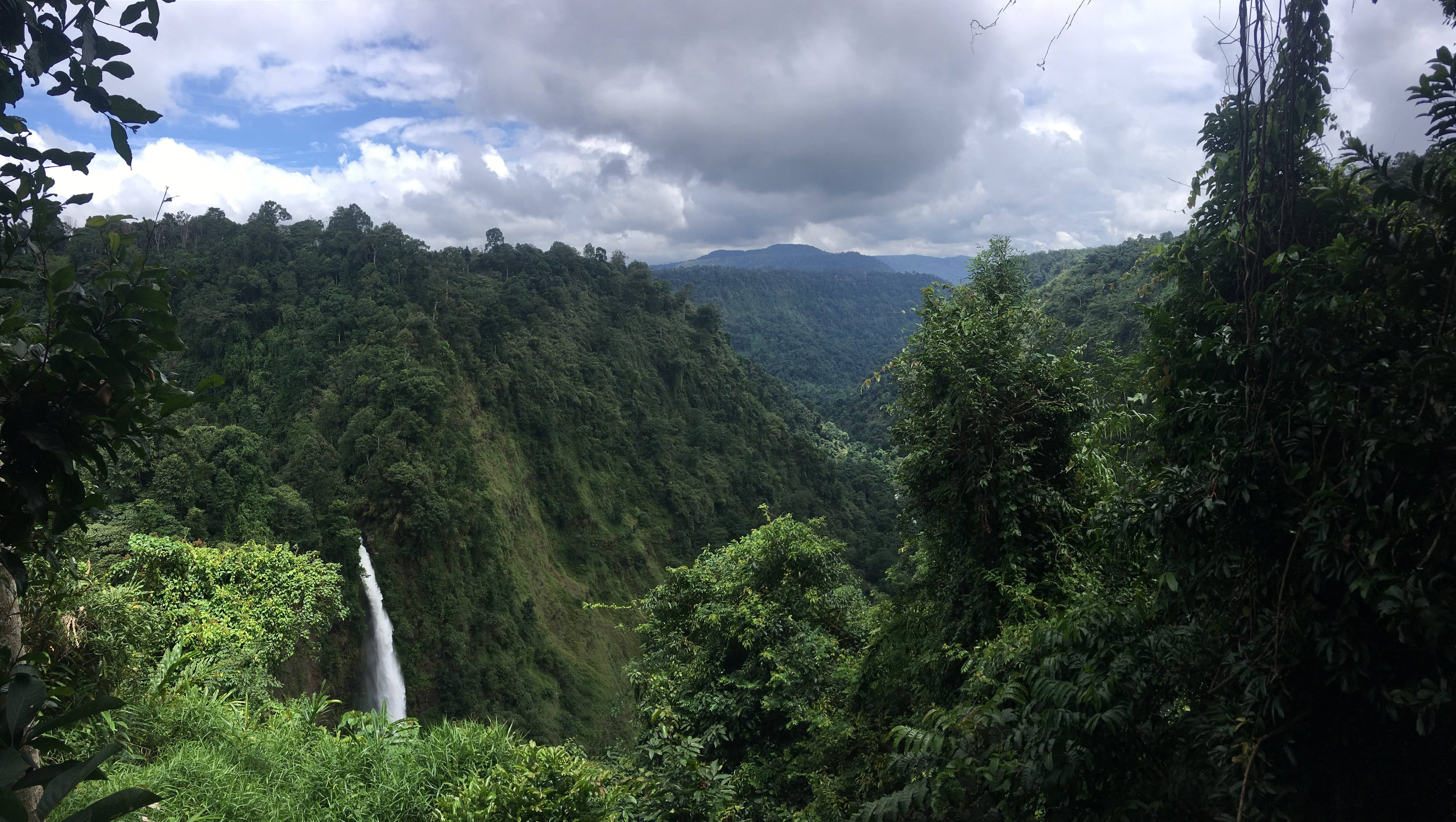
Ландшафт плато Боловен

## Географія
Екорегіон дощових лісів півдня Аннамських гір охоплює південну частину Аннамських гір або гір Чионгшон, розташовану на південному сході Лаосу, на півдні В'єтнаму та на крайньому південному сході Камбоджі. Він складається з двох частин, розділених долиною річки Ба.
Північний субрегіон простягається від перевалу Лаобао на південь до долини Ба. Він включає гранітний гірський масив Контум, де розташована гора Нгоклінь, найвища вершина Південного В'єтнаму висотою 2598 м. Також до північного субрегіону входить плоскогір'я Боловен у Південному Лаосі, яке лежить на захід від головного ланцюга Аннамських гір.
Південний субрегіон переважно розташований на території В'єтнаму і включає плато Далат, найвищі вершини якого підіймаються на висоту понад 2000 м над рівнем моря. З геологічної точки зору основу Південних Аннамських гір складають магматичні базальти, граніти та осадові породи. Еродовані базальти є материнською породою для родючих ґрунтів екорегіону, які мають гарний сільськогосподарський потенціал.
На півночі екорегіон переходить у дощові ліси півночі Аннамських гір, а на заході — у сухі вічнозелені ліси Південно-Східного Індокитаю та у сухі ліси Центрального Індокитаю. На сході, у вузькій смузі низовин, що простягаються між передгір'ями Чионгшону та узбережжям Південнокитайського моря, розташований екорегіон рівнинних сухих лісів Південного В'єтнаму.

## Клімат
На низьких висотах регіону переважає саванний клімат (Aw за класифікацією кліматів Кеппена) або мусонний клімат (Am за класифікацією Кеппена), а у високогір'ях — вологий субтропічний клімат (Cwa за класифікацією Кеппена) або високогірний субтропічний клімат (Cwb за класифікацією Кеппена). Середньорічна кількість опадів на більшій частині екорегіону коливається від 1500 до 2500 мм, пік яких припадає на серпень-жовтень, коли дмуть північно-східні мусони. На східних схилах плато Далат вона може перевищувати 3850 мм, а пік опадів припадає на листопад. Короткий зимовий сухий сезон триває три місяці або менше. Під час нього у високогір'ях часто випадає ранкова роса і трапляються тумани. Середня температура в регіоні становить 20-21 °C.

## Флора
В межах екорегіону зустрічаються різноманітні лісові угруповання, розподіл яких залежить від клімату, рельєфу, ґрунтів та висоти над рівнем моря. Значна частина з цих лісів була знищена або значно деградувала, проте близько чверті території регіону все ще вкрито незайманими лісами.
На висоті від 600 до 900 м над рівнем моря поширені вологі вічнозелені ліси, основу яких складають різні представники родин Букові (Fagaceae), Миртові (Myrtaceae) та Лаврові (Lauraceae). Ці ліси вирізняються високим видовим різноманіттям: тут ростуть до двадцяти різних видів літокарпусів (Lithocarpus spp.), п'ять видів кастанопсисів (Castanopsis spp.) та три види дубів (Quercus spp.). Шіми Волліча (Schima wallichii), а також деякі дерева з родин Фісташкові (Anacardiaceae), Бурзерові (Burseraceae) та Діптерокарпові (Dipterocarpaceae) виступають емерджентними видами, підіймаючись над лісовим наметом. Найпоширенішими серед великих дерев у низькогірських лісах є хопеї П'єра (Hopea pierrei), які складають до 90 % серед усіх дерев, діаметр яких перевищує 1 м. Важливим компонентом низькогірських лісів також виступають ліани. На більш низьких висотах ці ліси переходить у передгірські вологі вічнозелені ліси (у вологих районах) та у передгірські напіввічнозелені ліси (у більш сухих районах).
На висоті понад 900 м над рівнем моря поширені гірські широколистяні ліси, які відрізняються за структурою та видовим складом залежно від геологічного субстрату та наявності вологи. Лісовий намет у цих вічнозелених широколистяних лісах зазвичай розташований на висоті 30 м над землею. Висота лісового намету знижується зі збільшенням висоти та зі зменшенням глибини ґрунту. Дерева, що складають верхній ярус середньогірських лісів, переважно належать до родин Букові (Fagaceae), Магнолієві (Magnoliaceae), Кленові (Aceraceae), Подокарпові (Podocarpaceae), Лаврові (Lauraceae) та Чаєві (Theaceae). У гірських лісах також зустрічаються хвойні дерева — фуцзяньські кипариси (Fokienia hodginsii), різні види подокарпів (Podocarpus spp.), річкових кедрів (Calocedrus spp.), тисів (Taxus spp.) та головотисів (Cephalotaxus spp.), а також ендемічні далатські сосни (Pinus dalatensis) та сосни Кремпфа (Pinus krempfii). Помітну частину біорізноманіття складають епіфіти, особливо різноманітні орхідеї, що ростуть у верхньому ярусі лісу, та папороті, що ростуть в середньому та нижньому ярусах.
На плато Далат та у інших високогір'ях Південного В'єтнаму, особливо у більш сухих районах, на висоті до 1800 м над рівнем моря, поширені хвойні ліси, основу яких складають кхасійські сосни (Pinus kesiya). Ці ліси менш різноманітні, ніж високогірні гірські ліси, що ростуть у більш вологих районах. Діяльність людини сприяла розширенню площі соснових лісів за рахунок тих територій, що колись були вкриті гірськими вічнозеленими лісами. В більш густих галерейних лісах, що ростуть уздовж соснових насаджень, іноді зустрічаються кетелерії Евеліна (Keteleeria evelyniana), але вони рідко ростуть у самих соснових лісах. Соснові ліси схильні до частих пожеж, які перешкоджають поширенню широколистяних дерев.
У високогір'ях екорегіону, де часто дмуть вологі вітри, поширені пишні хмарні ліси. Тут рясні роси та тумани компенсують брак опадів під час короткого сухого сезону. Основу хмарних лісів складають різні види дубів (Quercus spp.), літокарпусів (Lithocarpus spp.), гордоній (Gordonia spp.), пиренарій (Pyrenaria spp.), тернстремій (Ternstroemia spp.) та різні представники родини вересових (Ericaceae), а також деякі хвойні дерева, зокрема фуцзяньські кипариси (Fokienia hodginsii) та різні види подокарпів (Podocarpus spp.).

## Фауна
В горах регіону зустрічається понад 135 видів ссавців. Серед рідкісних великих ссавців, що зустрічаються в екорегіоні, слід відзначити індійського слона (Elephas maximus indicus), гаура (Bos gaurus), бантенга (Bos javanicus), індокитайського серау (Capricornis sumatraensis maritimus), індійського замбара (Rusa unicolor cambojensis), броворогого оленя (Rucervus eldii) та гігантського мунтжака (Muntiacus vuquangensis).
Серед поширених в екорегіоні хижих ссавців слід відзначити індокитайського тигра (Panthera tigris corbetti), димчасту пантеру (Neofelis nebulosa), золотисту котопуму (Catopuma temminckii), мармурову кішку (Pardofelis marmorata), гірського куона (Cuon alpinus), гладкошерсту видру (Lutrogale perspicillata), гімалайського ведмедя (Ursus thibetanus) та малайського ведмедя (Helarctos malayanus), серед мавп — бенгальського лорі (Nycticebus bengalensis), карликового лорі (Xanthonycticebus pygmaeus), ассамського макаку (Macaca assamensis), ведмежого макаку (Macaca arctoides), північного свинохвостого макаку (Macaca leonina) та чорноногого дука (Pygathrix nigripes), а серед інших ссавців — пістряву політуху (Hylopetes alboniger), рудочереву вивірку (Callosciurus erythraeus), чорну велетенську білку (Ratufa bicolor), північну тупаю (Tupaia belangeri) та малайського шерстокрила (Galeopterus variegatus).
Майже ендемічними представниками регіону є жовтощокі гібони (Nomascus gabriellae), аннамські гібони (Nomascus annamensis), червононогі дуки (Pygathrix nemaeus), індокитайські гірські щури (Maxomys moi), білозубки Зайцева (Crocidura zaitsevi) та дрібнозубі кроти (Euroscaptor parvidens). Ендеміками екорегіону є сіроногі дуки (Pygathrix cinerea), пацюки Осгуда (Rattus osgoodi), леопольдомиші Міллета (Leopoldamys milleti) та білозубки Соколова (Crocidura sokolovi).
В гірських лісах регіону зустрічається понад 410 видів птахів. Серед поширених в екорегіоні птахів слід відзначити сіамського лофура (Lophura diardi), сріблястого лофура (Lophura nycthemera), синьокрилого павича (Pavo muticus), зеленоногу куріпку (Tropicoperdix chloropus), білоголову качку (Asarcornis scutulata), дворогого гомрая (Buceros bicornis), білощокого калао (Anorrhinus austeni), смугастодзьобого калао (Rhyticeros undulatus), гірського пінона (Ducula badia), а також майже ендемічних в'єтнамських віялохвостів (Polyplectron germaini), чубатих аргусів (Rheinardia ocellata), жовтодзьобих повзиків (Sitta solangiae), світлооких синчівок (Mixornis kelleyi), лаоських фульвет (Fulvetta danisi), в'єтнамських кутій (Cutia legalleni) та індокитайських баблерів (Napothera danjoui).
Ендеміками екорегіону є сріблястощокі чагарниці (Trochalopteron yersini), реліктові чагарниці (Trochalopteron ngoclinhense), в'єтнамські чагарниці (Ianthocincla konkakinhensis), анамські чагарниці (Garrulax annamensis), чорноголові чагарниці (Garrulax milleti), чорноголові сибії (Actinodura sodangorum), анамські сибії (Laniellus langbianis), вохристобокі тимельовці (Pterorhinus vassali), анамські альципи-крихітки (Schoeniparus klossi), анамські сутори (Psittiparus margaritae), в'єтнамські куцокрили (Locustella idonea), анамські принії (Prinia rocki), далатські янчики (Pteruthius annamensis) та в'єтнамські зеленяки (Chloris monguilloti).

## Збереження
Оцінка 2017 року показала, що 9345 км², або 20 % екорегіону, є заповідними територіями. Природоохоронні території включають: Національний парк Нуйтюа, Національний парк Батьма, Національний парк Конкакінь, Національний парк Фиокбінь, Національний парк Бідуп-Нуйба та Національний парк Тиянгшін у В'єтнамі, Національний парк Донг-Хуа-Сао, Національний заповідник Донг-Фу-В'єнг, Національний заповідник Донг-Ампхам та Національний заповідник Се-Сап в Лаосі, а також Природний заповідник Пномнамлір в Камбоджі.